# (17932) Viswanathan
(17932) Viswanathan (1999 GA35) – planetoida z grupy pasa głównego asteroid okrążająca Słońce w ciągu 3,62 lat w średniej odległości 2,36 j.a. Odkryta 6 kwietnia 1999 roku.